# Ceroctena semiviridis
Ceroctena semiviridis là một loài bướm đêm trong họ Noctuidae.